# Kostorog
Kostorog (lat. Balistes capriscus) je morska riba iz porodice balistidae.

## Opis
Tijelo mu je kratko i široko, spljošteno na bokovima. Pri repu na leđima i trbuhu se ističu poveće peraje. Usta su mu snažna. Boja kostoroga može biti žućkasta, smeđa, crnkasta ili sivo-ljubičasta. Koža mu je tvrda, možda i najtvrđa od svih manjih riba. Na koži se nalaze žlijezde koje proizvode sluz koja u kratkom vremenu obavije cijelo tijelo. 

## Rasprostranjenost
Kostorog obitava u toplijim morima. Rasprostranjen je diljem zapadnog Atlantika, od Nove Škotske do Argentine. Može ga se naći i u Sredozemnom moru i oko Angole uz obale zapadne Afrike.
U Jadranu je rijetka riba ali ipak je mnogo češći od ostalih vrsta koje se smatraju rijetkima. Najčešće ga se pronalazi u južnom Jadranu gdje se gotovo udomaćio. Ova vrsta kostoroga je jedina koja živi kod nas i može narasti do 6 kg težine.

## Način života i ishrana
Kostorog gotovo u pravilu ne voli hladno more a najčešće živi na dubinama do 100 m. U Jadranu na toj dubini temperatura rijetko pada ispod 13 stupnjeva, pa mu je južni Jadran sjeverna granica obitavališta. Ljeti ga se može pronaći i uz obalu.
Hrani se školjkama, ježincima i rakovima. Zahvaljujući izuzetno snažnim i tvrdim ustima lako drobi ježeve bodlje ili ljusku jastoga.

## Gospodarska vrijednost
Kostoroga se smatra otrovnom ribom, no neka istraživanja su pokazala da je, iako ga se povezuje s nervnim ribljim otrovom ciguaterom, meso kostoroga je jestivo.

## Vanjske poveznice
- Neučestale ribe Jadrana  Arhivirana inačica izvorne stranice od 5. srpnja 2009. (Wayback Machine)

## Poveznice
|  | Zajednički poslužitelj ima još gradiva o temi Kostorog |
|  | Wikivrste imaju podatke o taksonu Kostorog             |